# FREESCO
FREESCO (розшифровується як FREE ciSCO) — спеціалізований дистрибутив Linux. Призначений для створення маршрутизатора із звичайного комп'ютера, підтримує до 10 мережний інтерфейсів, велику кількість мережних служб та технологій та займає дуже мало місця, влазить на стандартну дикету 3,5".

## Опис
Freesco підійде для невеликих та середніх офісів або квартир (SOHO), де треба організувати мережу та основні мережні служби, а дороге та потужне спеціалізоване обладнання буде використовуватись не на повну потужність. Він розроблювався в традиціях Open Source як вільна альтернатива обладнанню «Cisco», «Nortel» тощо. FREESCO має просту процедуру інсталяції та конфігурації, чудову описану документацію, форум підтримки, велику кількість доступних пакетів, веб-панель керування. Мінімальні системні вимоги — 486 процесор або вище та 12 мегабайт пам'яті.
На відміну від багатьох дистрибутивів, FREESCO простий в інсталяції. До складу дистрибутиву входить конфігуратор, налаштовувати яким просто та швидко. Підтримка надається на форумі, як офіційному, так і на неофіційних.

## Можливості
З FREESCO, реалізовується: 
- простий міст між сегментами Ethernet (максимум 10)
- маршрутизатор між сегментами Ethernet (максимум 10)
- маршрутизацію з використанням звичайного телефонного з'єднання або ISDN маршрутизацію виділеної лінії
- Ethernet маршрутизатор
- сервер видаленого доступу до 10 модемів (з мультипортовимі модемами)
- сервер часу
- DHCP сервер
- HTTP сервер
- FTP/sFTP сервер
- DNS сервер
- SSH сервер
- сервер друку
- Firewall (брендмауер)
- NAT
- Web-інтерфейс керування роутером

## Обмеження
Оскільки Freesco базується на достатньо старому ядрі Лінукс — 2.0.*, це накладає відповідні обмеження. Зокрема, неможливо встановити деякі останні програми, зокрема Apache 2, які з цим ядром несумісні. Також неможливо використовувати деякі апаратні компоненти (наприклад гігабітні мережні карти), оскільки для них просто нема драйверів під ядра 2.0.*. Докладніше дивіться на офіційному сервері.